# Eddie Nketiah
Edward Keddar „Eddie“ Nketiah (* 30. Mai 1999 in London) ist ein englischer Fußballspieler mit ghanaischen Wurzeln, der bei Crystal Palace unter Vertrag steht.

## Karriere

### Verein
Der in London geborene und im Stadtteil Lewisham aufgewachsene Nketiah begann seine Karriere beim FC Chelsea, wechselte jedoch 2015 zur Jugendakademie des FC Arsenal  und spielte für den Club sowohl auf der U23-Ebene als auch in der U-18 Mannschaft. In der Saison 2016/17 erzielte Nketiah 15 Tore in 16 Spielen für die U18 und erzielte in 26 Spielen 12 Tore für die U23-Mannschaft. Nach dieser Saison wurde Nketiah von Trainer Arsène Wenger für das Vorbereitungsturnier der ersten Mannschaft in Australien und China einberufen.
Am 28. September 2017 wurde Nketiah erneut in die A-Mannschaft berufen, diesmal für das Europa-League-Spiel von Arsenal gegen BATE Borisov. Er wurde in der 89. Minute eingewechselt, in dem Spiel das Arsenal 4:2 gewann.  Sein nächster Auftritt kam knapp einen Monat später gegen Norwich City im League Cup als Ersatzspieler in der 85. Minute. Er erzielte nach 15 Sekunden mit seiner ersten Ballberührung das Ausgleichstor, was den Gunners die Verlängerung ermöglichte, in der sie das Spiel letztendlich gewannen.
Anfang August 2019 wechselte Nketiah für die Saison 2019/20 auf Leihbasis zum Zweitligisten Leeds United. Nach dem 26. Spieltag am 1. Januar 2020 wurde er vom FC Arsenal zurückbeordert. Bis dahin hatte er in 17 Einsätzen 3 Tore erzielt. Bis zum Saisonende kam Nketiah unter dem Cheftrainer Mikel Arteta 13-mal (7-mal von Beginn) in der Premier League zum Einsatz und erzielte 2 Tore. Hinzu kamen 4 Einsätze (2 Tore) im FA Cup, den der FC Arsenal im Finale gegen den FC Chelsea gewann.
Ende August 2020 gewann Nketiah mit dem FC Arsenal gegen den Meister FC Liverpool den FA Community Shield, wobei er in der Startelf stand.
Im August 2024 wechselte er zu Crystal Palace und unterschrieb dort einen Vertrag bis 2029.

### Nationalmannschaft
Nketiah spielt derzeit für die U-21 Nationalmannschaft Englands.

## Erfolge
- FA Community Shield: 2020
- FA-Cup-Sieger: 2020

## Website
- Eddie Nketiah in der Datenbank von weltfussball.de
- Eddie Nketiah in der Datenbank von transfermarkt.de